# 綠帶燕鳳蝶
綠帶燕鳳蝶（學名：Lamproptera meges，英文俗名：Green Dragontail）是鳳蝶科燕鳳蝶屬的一種蝴蝶。分佈於中國華南、中南半島、馬來半島至馬來群島。被列入中國國家林業局令國家保護的有益的或者有重要經濟、科學研究價值的陸生野生動物名錄。

## 分佈
中國大陸（貴州、廣西、海南、雲南）、緬甸、泰國、印尼、越南、馬來西亞、菲律賓。

## 形態
小型鳳蝶。雄蝶前翅背面基半部、前緣、外緣及後緣黑色，透明斑較大，中帶淡草綠色至天藍色；後翅背面黑色具淡草綠色至天藍色中帶，外緣白色，尾突端部白色，無香鱗。腹面翅基部灰白色，後翅臀區具3條污白色波紋，中帶白色，其餘斑紋同背面。雌蝶斑紋如雄蝶，前後翅背面中帶近白色。

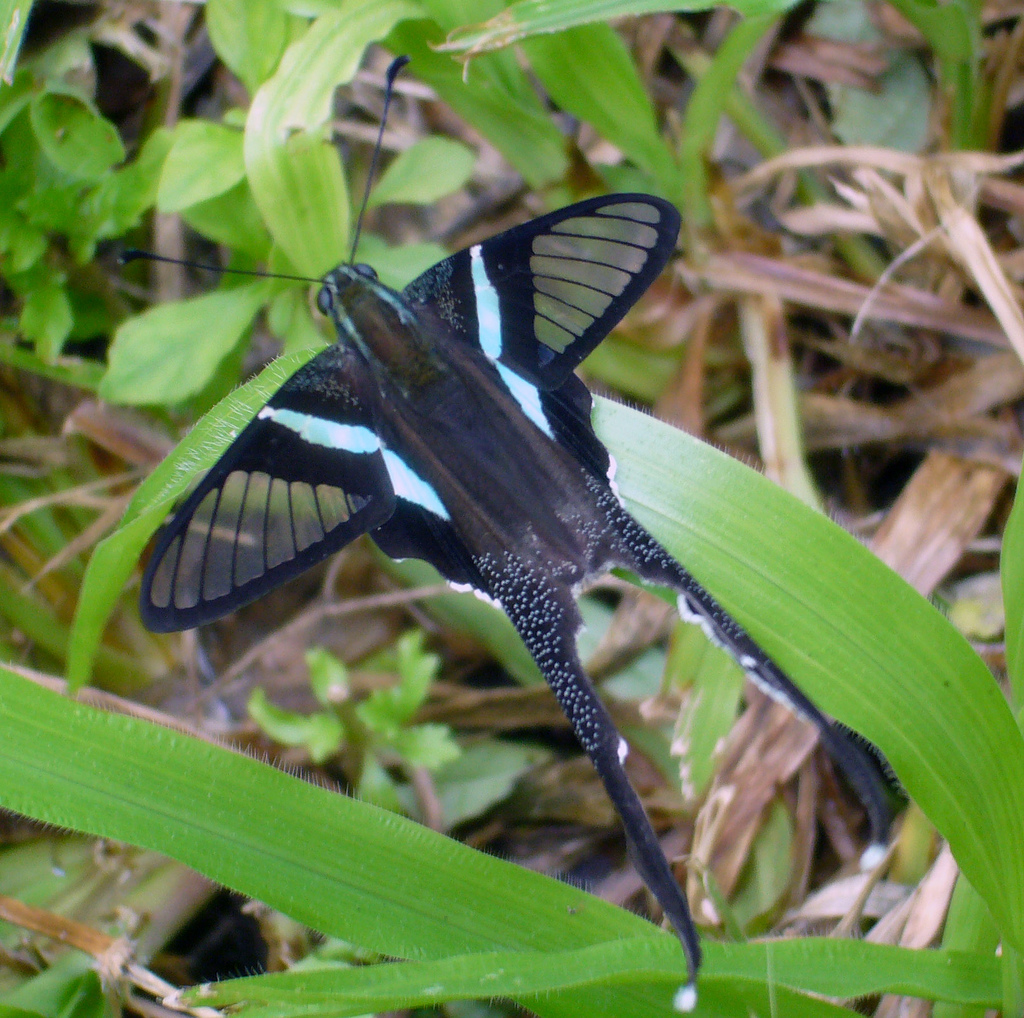
停棲
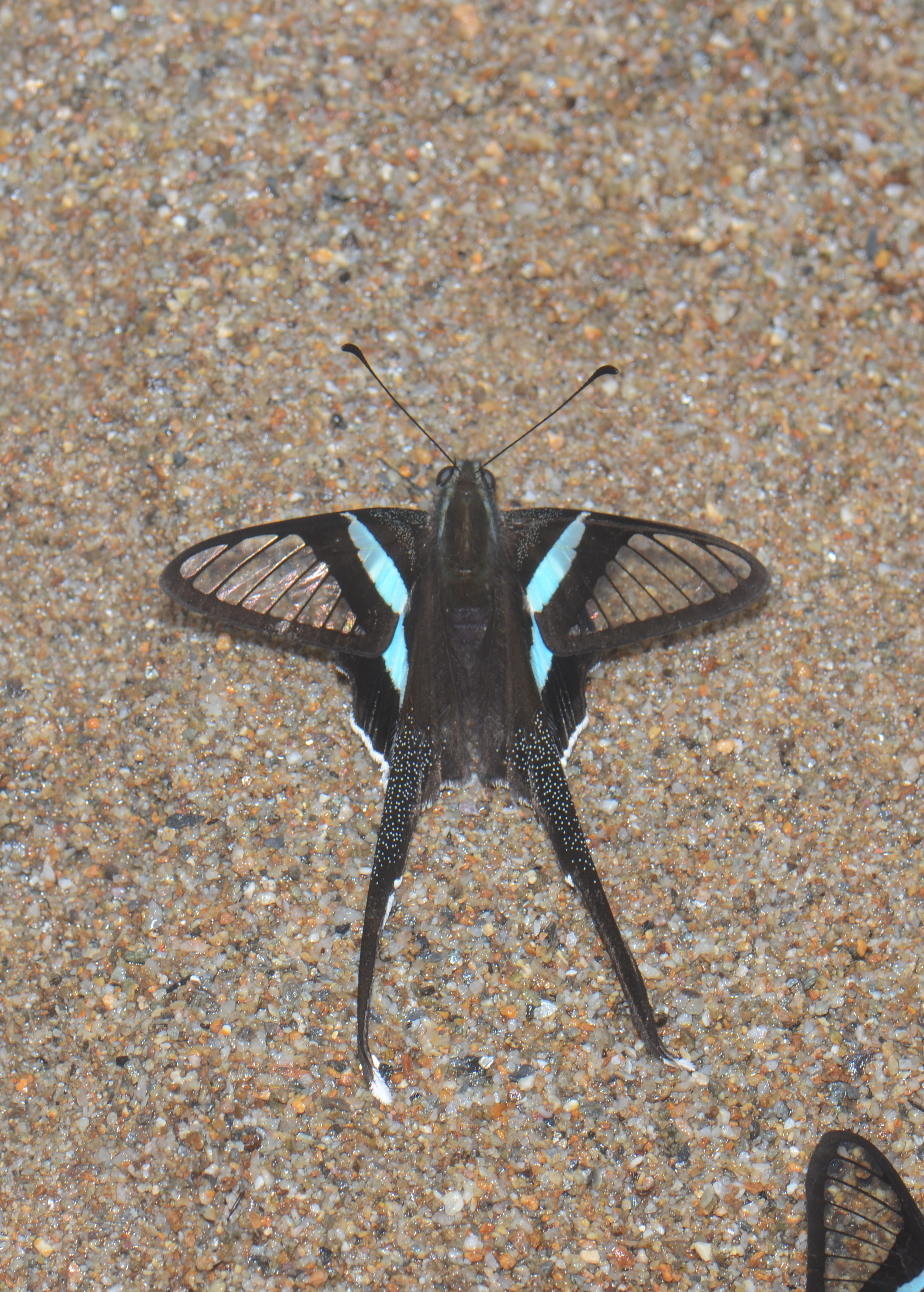
吸水

## 習性
一年多代。成蟲行動活潑，成蟲多見於4至11月。飛行技巧高超，可在空中懸停或急轉，似蜻蜓。雄蝶常在溪流邊吸水，但不與其他種類的蝴蝶群聚；雌蝶多在附近山地灌叢中訪花。幼蟲寄主為多種青藤屬植物。

## 文獻
- Zinken, 1831; Beitrag zur Insecten-Fauna von Java Nova Acta physico-med. [Leop. Carol.] 15 (1): 161, pl. 15, f. 8
- van Eecke, 1913; Fauna Simalurensis. Lepidoptera Rhopalocera, fam. Papilionidae Notes Leyden Mus. 35: 193
- Wynter-Blyth, 1957. Butterflies of the Indian Region (1982 Reprint), 407
- Lewis, 1974. Butterflies of the World: pl. 132, f. 5
- Vane-Wright & de Jong, 2003, The butterflies of Sulawesi: annotated checklist for a critical island faunda Zool. Verh. Leiden 343: 95

## 外部連結
- 维基共享资源上的相關多媒體資源：綠帶燕鳳蝶
- 維基物種上的相關：綠帶燕鳳蝶
- Lamproptera meges （页面存档备份，存于） - funet.fi （英文）
- Lamproptera meges - Catalogue of Life （英文）